# Henri Staal (hoofdcommissaris)

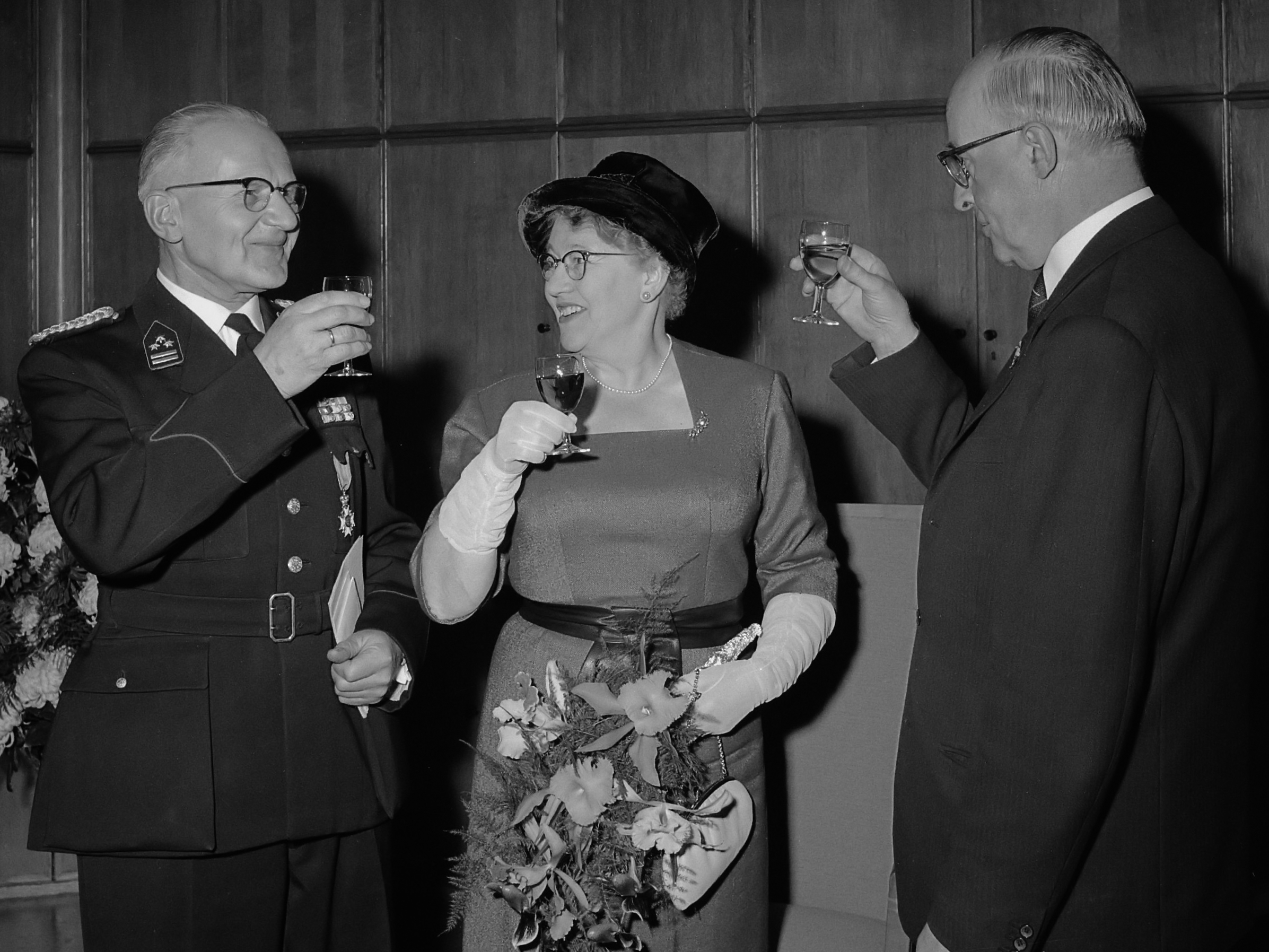
Afscheidsreceptie van Henri Staal (1960)

Henri Marie Conrad Antoine Staal (Sint Pieter, 30 november 1895 – Apeldoorn, 8 maart 1980) was een Nederlands politiefunctionaris.
Begin september 1917 startte zijn carrière bij de Rotterdamse politie als inspecteur van politie-titulair en in maart 1919 werd hij bevorderd tot inspecteur 2e klasse. Staal trouwde in de zomer van 1923 met de in Doesburg geboren Anna Jas en in maart 1925 volgde promotie tot inspecteur 1e klasse. Staal was chef van de afdeling vreemdelingendienst toen hij in september 1939 werd bevorderd tot hoofdinspecteur.
Bij de reorganisatie van de Rotterdamse politie die in april 1941 werd aangekondigd kwam hij als waarnemend commissaris aan het hoofd te staan van Groep III, die zich bezighield met misdrijven tegen het leven. Vanwege zijn anti-Duitse houding werd hij op 1 december van dat jaar door de bezetter ontslagen en later enige tijd als gijzelaar opgesloten in het kamp Sint-Michielsgestel.
Meteen na het einde van de Tweede Wereldoorlog keerde hij terug naar de Rotterdamse politie; eerst als waarnemend hoofdcommissaris en in februari 1946 volgde zijn benoeming als hoofdcommissaris.
Begin oktober 1958 werd bekend dat Staal per 1 januari 1959 ontslag had aangevraagd, vanwege een meningsverschil met burgemeester Van Walsum. Al snel werd duidelijk dat het ging over een op proef aangestelde agente die Staal wilde ontslaan, maar de burgemeester weigerde het ontslagvoorstel te aanvaarden. Toen de agente een aanstelling bij de Schiedamse gemeentepolitie aanvaardde, bleef Staal toch aan. Eind november 1960 ging Staal met pensioen, waarbij hij werd opgevolgd door de Hilversumse commissaris Wolters.
Na bijna twintig jaar van zijn pensioen genoten te hebben, overleed hij op 84-jarige leeftijd in Apeldoorn.